# Peseteros

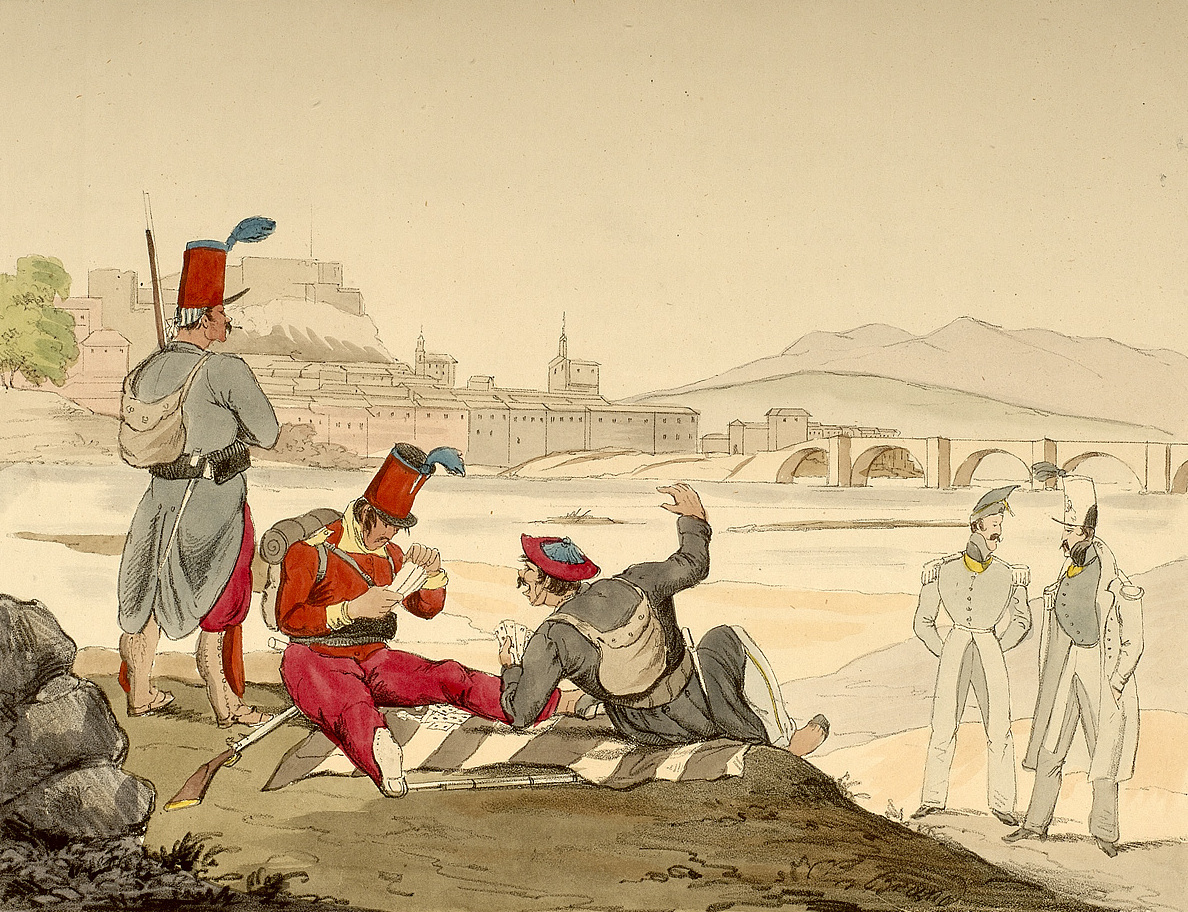
Tropas francas isabelinas llamadas «peseteros» o «chapelgorris» en Miranda de Ebro (1835).

Los peseteros, también conocidos como chapelgorris, fueron las tropas francas liberales en la primera guerra carlista española.
Al no ser suficientes las fuerzas isabelinas para defenderse de los asaltos carlistas, al iniciarse la guerra, las provincias vecinas al territorio vasco-navarro dominado por los carlistas fueron creando, básicamente entre sus ciudadanos, tropas irregulares para proteger su territorio (ciudad, comarca, valle, etc.). Estas tropas eran denominadas oficialmente como tropas "francas" que, según dónde, recibían un apéndice que completaba su nombre (ejemplo: Tropa franca de caballería de Ausejo). 
Dichas tropas fueron al principio llamadas despectivamente Peseteros por los carlistas, ya que recibían una paga diaria de una peseta, importe que contrastaba fuertemente con un real diario que recibían las tropas de Zumalacárregui. La paga de peseta diaria no era tampoco uniforme, pues variaba según localidades o provincias.

## Otras denominaciones
Otras formas de llamar a estas tropas, entre otras, fueron:
- Compañías de seguridad.
- Compañías francas.
- Chapelgorris.
- Tiradores.
- Cazadores.
- Compañías sueltas.

Debido a su sueldo, eran llamados peseteros por las tropas carlistas (estas recibían solamente un real al comenzar la guerra). Los carlistas no les perdonaban la vida cuando eran hechos prisioneros. Los peseteros recibían armas, munición y equipo pagado por el gobierno. Su sueldo variaba de una a dos pesetas diarias.
Algunas referencias a estas tropas las podemos encontrar en el diario del general carlista Uranga, donde se puede leer su anotación del 17 de marzo de 1834: "Permanecimos en Heredia donde se fusilaron 118 peseteros". y del 17 de junio de 1834 dice: "En Araya a las cinco de la mañana fueron pasados por las armas los dos peseteros cogidos el día de ayer".

### Chapelgorris
Transcurridos los primeros años de la guerra, cuando se fue imponiendo el mando de Baldomero Espartero, estas tropas fueron en gran parte incorporadas a la organización y disciplina del ejército isabelino. Debido a que se les uniformó con un chacó rojo comenzaron a ser llamados chapelgorris (sombreros rojos, del euskera txapel gorri) por los carlistas.
En un principio se compuso de individuos que procedían del País Vasco, Navarra y provincias vecinas. Los desertores del ejército carlista, en especial extranjeros, acabaron pasándose a las tropas isabelinas debido al mal pago de sus soldadas, y fueron incorporados principalmente en este cuerpo.
En la literatura, especialmente en la inglesa, se dice a veces que los chapelgorris eran tropas carlistas. La tropa carlista no utilizaba chacó, sino boina, y la única tropa carlista que tenía permiso para cubrirse con boina colorada era el batallón de Guías de Navarra, distinción otorgada por Zumalacárregui.

### Los chapelgorris y el general Espartero
En noviembre de 1835, el batallón de Voluntarios de Guipúzcoa había actuado al suroeste de Álava cuando al general Espartero, comandante general de las Provincias Vascongadas, le llegó un escrito del obispo de Calahorra en el que se quejaba de que soldados del mencionado batallón habían robado en las iglesias de Labastida y Briñas. El general pidió informes a sus jefes que le comunicaron que también se habían producidos hechos semejantes en Subijana de Álava y Ollávarre, tras lo cual encargó al primer fiscal que redactase la sumaria con su dictamen, el cual opinó que los hechos se elevasen a proceso. Frustrados los intentos de que los miembros del batallón señalasen a los autores de los excesos, Espartero mandó formar el 13 de diciembre a su división en las cercanías de Gomecha, recriminó a los soldados del batallón de Voluntarios de Guipúzcoa por los daños causados, profanando iglesias, robando objetos sagrados y atropellando a personas, tras lo cual ordenó a su jefe de plana mayor que fuese diezmado el batallón y quintado el diezmo y fusilados inmediatamente los individuos a quienes tocó la suerte, los cuales fueron conducidos por piquetes de otros cuerpos a retaguardia de la división y fusilados previos los auxilios espirituales.